# Pol Henry
Pol Henry, né le 22 octobre 1918 à Profondeville (Belgique) et mort le 7 octobre 1988, est un médecin belge, qui est à l'origine de la phytembryothérapie (connue aujourd'hui sous le nom de gemmothérapie), une pratique de soins à visée thérapeutique infondée, rattachée aux soins énergétiques et à la phytothérapie.

## Travaux de recherche

### De la phytembryothérapie à la gemmothérapie
Au début du XXe s., Paul Niehans effectue des recherches consistant en injections intramusculaires de broyats cellulaires provenant de fœtus animaux. Pol Henry s'en inspire, en transposant la méthode pour les plantes.
Cette technique donnera naissance à une discipline, d'abord désignée sous phytembryothérapie. Cette dernière est créée à la suite d'un conflit de propriété intellectuelle : Pol Henry s'associe avec Max Tetau, actionnaire majoritaire de Dolisos, une société de l'industrie homéopathique, pour travailler avec des « macérats purs », procédé breveté ; pour passer outre au brevet, Max Tetau propose de réaliser une dilution, baptisée « macérats glycérinés première dilution », et plus tard gemmothérapie. Max Tetau réalise la promotion de ce procédé en France, tandis que Jean-Claude Leunis la promeut en Belgique.
La gemmothérapie peut indistinctement désigner les techniques de la phytembryothérapie, ou celles avec dilution.

## Bibliographique
- Phytembryothérapie. Thérapeutique par les extraits embryonnaires végétaux, manuscrit, 1959.
- Introduction à la Gemmothérapie, Cahier de biothérapie 1: 13-16, 1964.
- Place de la Gemmothérapie dans la médecine moderne, Cahiers de biothérapie 12: 87-95, 1966.
- Gemmothérapie et clinique, cahiers de biothérapie 25: 13-16, 1966.
- La pratique de la gemmothérapie, cahiers de Biothérapie 16: 251-255, 1967.
- Gemmothérapie thérapeutique par les extraits embryonnaires végétaux, imprimerie St Norbert, Westerlo, 1982.
- Gemmoterapia, Ricchiuto Editore, Verona, 1989.